# Ҕ̆
 (mai 2025).
Le gué crochet médian brève (capitale Ҕ̆, minuscule ҕ̆) est une lettre additionnelle de l’alphabet cyrillique qui a été utilisée en abkhaze. Elle est composée d’un gué crochet médian diacrité d’une brève.

## Utilisation
Le gué crochet médian brève a été utilisé dans l’alphabet abkhaze de Tchotchoua de 1909 à 1926.

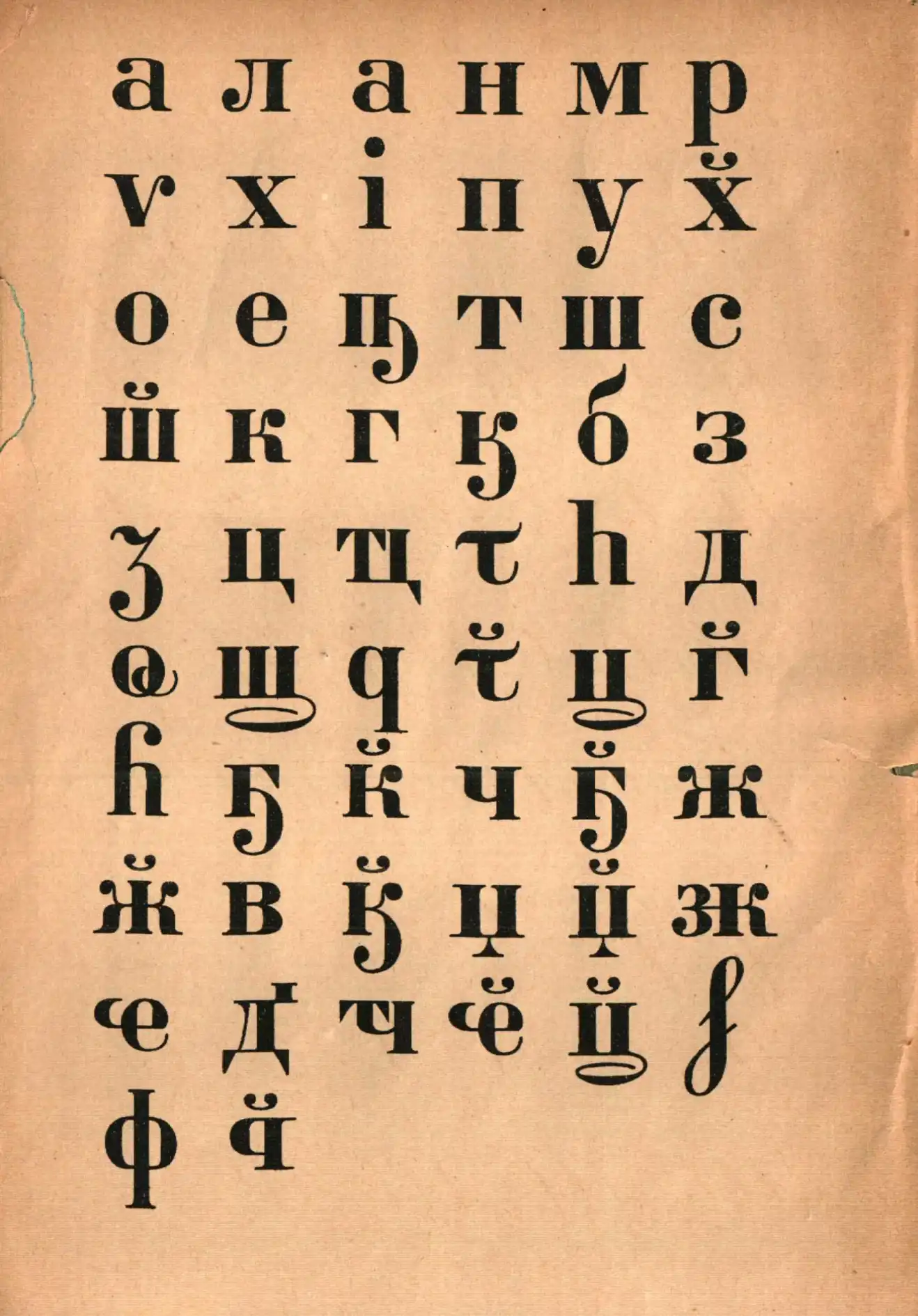
Alphabet abkhaze dans Tchotchoua 1909.

## Représentations informatiques
Le gué crochet médian brève peut être représenté avec les caractères Unicodes suivants :
- décomposé (cyrillique, diacritiques)

| formes    | représentations | chaînes de caractères | points de code | descriptions                                                     |
| --------- | --------------- | --------------------- | -------------- | ---------------------------------------------------------------- |
| capitale  | Ҕ̆               | Ҕ◌̆                    | U+0494 U+0306  | lettre majuscule cyrillique gué crochet médian diacritique brève |
| minuscule | ҕ̆               | ҕ◌̆                    | U+0495 U+0306  | lettre minuscule cyrillique gué crochet médian diacritique brève |